# Matsudaira Teru
En aquest nom japonès, el cognom és Matsudaira.
Matsudaira Teru (松平 照), o Teruhime (照姫, "Princesa Teru"), (13 de desembre de 1832 − 28 de febrer de 1884) fou una aristòcrata japonesa durant el període Edo tardà i els inicis del període Meiji. Participà en el setge del castell Tsuruga.

## Infància i joventut
Matsudaira Teru fou la tercera filla de Hoshina Masamoto, daimyō del han Iino, a la Kazusa. El seu nom escrit en kanjis és 熈 (Teru). Quan tenia 10 anys (1842), fou adoptada per Matsudaira Katataka, daimyō del han Aizu. L'adopció es degué a que Katataka no tenia fills (havia tingut dos fills i quatre filles, però tots moriren molt joves). Katataka agafà simpatia cap a Teruhime durant les seves freqüents visites a la mansió de la família Iino a Edo. Els dos hans estaven estretament relacionats entre ells, perquè els primers  daimyō  del han Aizu i del han Iino eren germans adoptius.
Teru va ser adoptada, inicialment, per convertir-se en la dona del futur hereu del han Aizu. Tot i això, la cinquena filla de Katataka, Toshihime, va néixer el 1843 i, tot i que feble físicament, va créixer i va assumir aquest paper. El 1846, es va convertir en la germana adoptiva de Matsudaira Katamori, que va ser adoptat per Katataka per casar-se amb Toshihime i convertir-se en l'hereu del han Aizu.

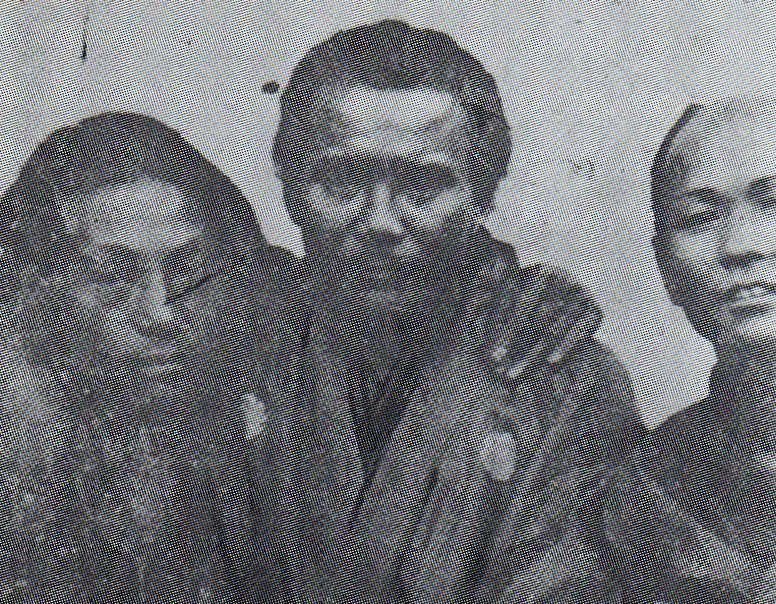
Samurais del han Aizu

El matrimoni de Teru es va retardar diversos anys, perquè la gent temia que Toshihime morís jove. El 1849, Teru es va casar finalment amb Okudaira Masamoto,  daimyō  del han Nakatsu, però es van divorciar el 1854. Els historiadors han especulat que el divorci podria estar relacionat amb la mala salut de Masamoto (va morir a una edat relativament jove) o el fet que no tinguessin fills, però es desconeix el veritable motiu. Va tornar a viure a la mansió del han Aizu, a Edo, després del divorci.

## La Guerra d'Aizu i el setge del castell Aizuwakamatsu

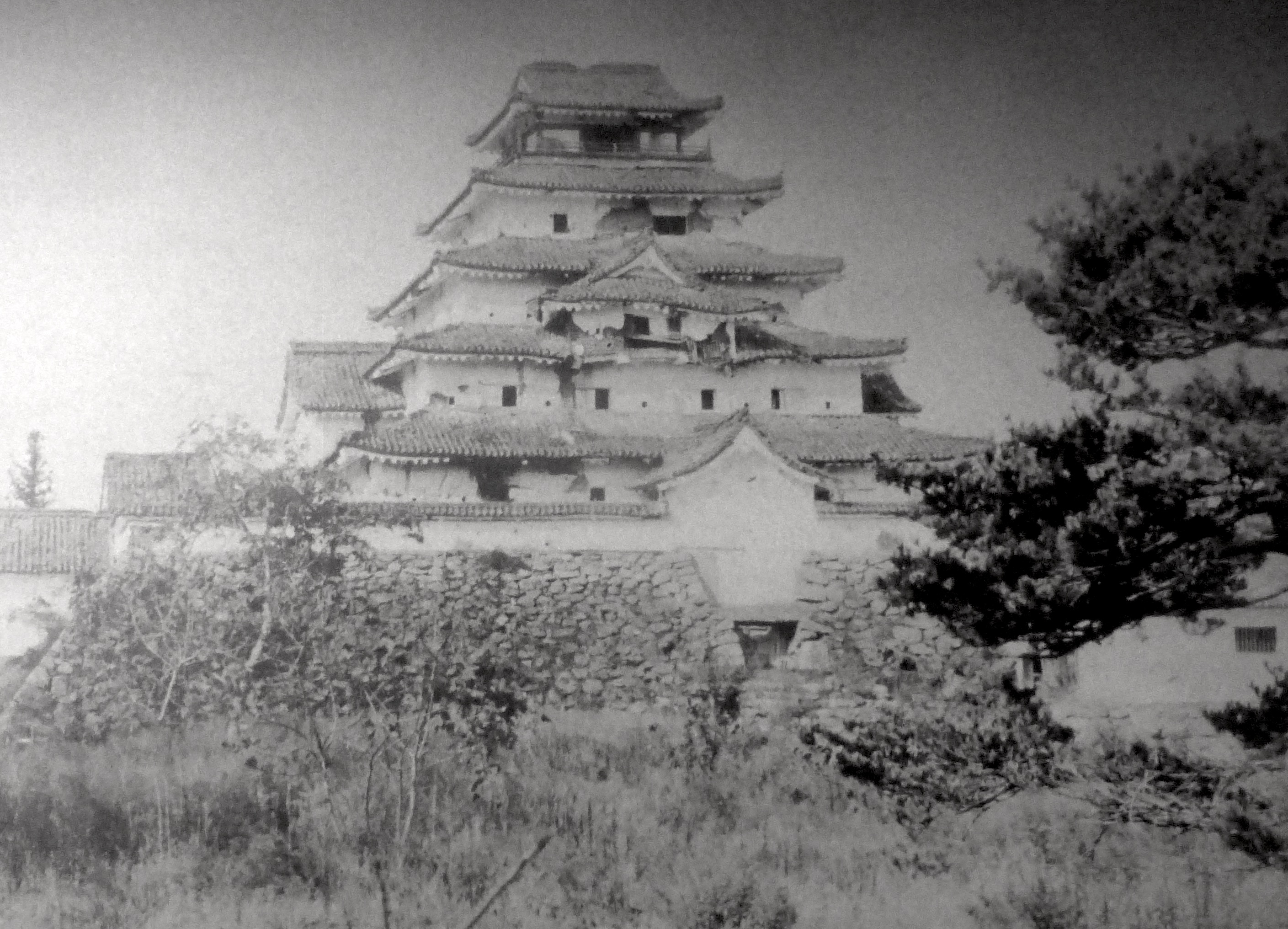
Castell d'Aizuwakamatsu en la batalla d'Aizu, 1868

En 1868, l'exèrcit del shogunat Tokugawa fou vençut a la batalla de Toba Fushimi i, en conseqüència, el nou govern va desposseir de tots els poders a Matsudaira Katamori i el shōgun, Tokugawa Yoshinobu. Katamori va aconsellar a Yoshinobu que lluités, però com a resposta se li va prohibir l'entrada al castell de Yoshinobu i a Edo. Katamori no va tenir més remei que partir d'Edo i tornar a Aizuwakamatsu, la capital del han d'Aizu. Teru també va anar a Aizu per primera vegada. Després de la seva arribada, va prendre la tonsura budista i es va convertir en monja. Tot i que Matsudaira Katamori va seguir l'exemple del shōgun Tokugawa Yoshinobu i es va sotmetre a arrest domiciliari, aviat es va fer evident que el nou govern no tenia intencions de buscar una solució pacífica. Això va portar a la Guerra d'Aizu i al setge del castell d'Aizuwakamatsu (castell Tsuruga).
Les dones i els nens treballaven al costat dels homes durant el setge. Tot i que Teru era una cara nova al castell, no tardà en convertir-se en la líder dels més de sis-cents dones i nens implicats en el setge, en part perquè Toshihime havia mort el 1861. Les dones i els nens principalment cuinaven, tractaven els ferits, feien bales i evitaven els incendis produïts pels projectils d'artilleria llançats contra el castell. A més, un grup de dones va formar una infanteria voluntària anomenada Aizu Jōshitai per protegir Teru. La infanteria estava dirigida per Nakano Takeko, que va aprendre el maneig de la naginata d'Akaoka Daisuke i que també li va ensenyar a Teruhime.
Suzuki Shingo va ser el guardaespatlles de Teru durant el setge. Tenia ordres secretes per ajudar-la a suïcidar-se si queia el castell. En una jornada especialment dura, Shingo va entrar en pànic a causa de l'estrès extrem, va treure l'espasa i va instar Teru a suïcidar-se, tot i que la batalla encara no estava decidida. Els espectadors els van frenar ràpidament i Teru no va amonestar Shingo per aquest incident.

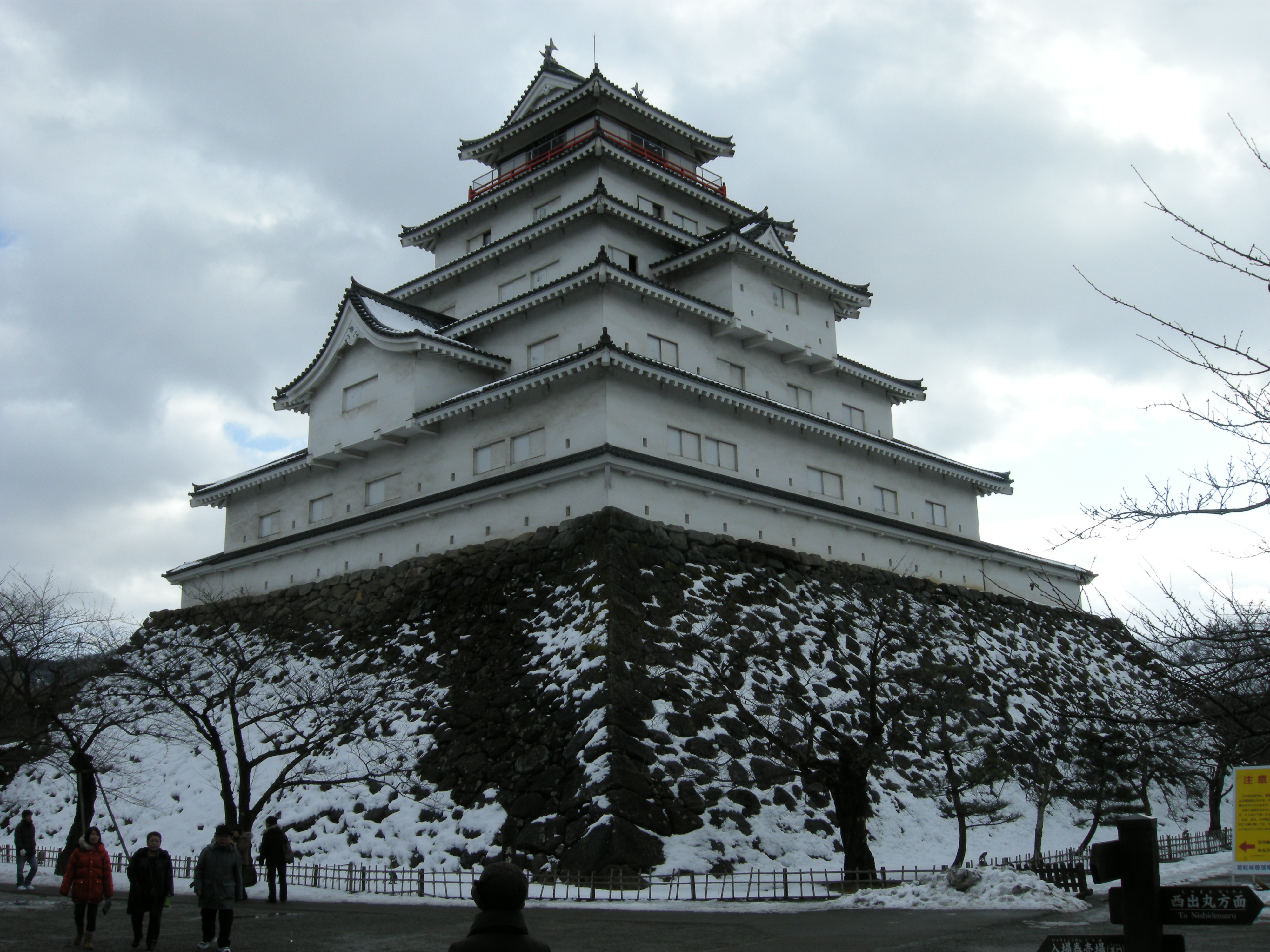
Castell d'Aizuwakamatsu en l'actualitat

## Després de la Guerra d'Aizu
Quan l'Aizu es va rendir després d'un mes de setge, Teru va ser posada sota arrest domiciliari al temple al temple Myōkoku-ji, amb Katamori i Matsudaira Nobunori, el fill adoptiu de Katamori. Posteriorment va ser posada sota custòdia del han Kishu. El han Iino, la seva família de sang, inicià una campanya per obtenir la seva custòdia i que acabà amb èxit. Va morir a la mansió de la família Hoshina a Tòquio el 1884, als 52 anys, i va rebre el nom de budista pòstum Shōkei-in. Fou enterrada al temple Jokakuji de Tòquio, però ara descansa a la tomba de la família Matsudaira, al cementiri de la família d'Aizu Matsudaira, a la ciutat d'Aizuwakamatsu, a pocs metres d'on es troba el seu germà adoptiu, Matsudaira Katamori.

## Poesia
Teru va ser experta en poesia waka i cal·ligrafia, i va instruir Matsudaira Katamori en aquestes arts. El seu poema més famós va ser compost quan Kayano Gonbei, el quart Karō el han Aizu fou posat sota la cura de Hoshina Masaari del han Iino (germà del naixement de Teruhime), i se li va obligar a cometre seppuku per tal d'assumir la responsabilitat del paper del han Aizu en la guerra, en lloc de Katamori i Nobunori.
El poema era tal com segueix:
夢うつつ 思ひも分ず 惜しむぞよ まことある名は 世に残れども
Ah, lament! Fins i tot desenterrat de l'emoció estàs present en els somnis! Però la veritable distinció, quedarà al món.
El poema va ser enviat a Gonbei amb una carta i dues peces de plata. Tant la carta manuscrita com el poema han estat designats com a propietat cultural per la ciutat d'Aizuwakamatsu.

## Informació miscel·lània
- Teruhime ha estat retratada ocasionalment com el veritable amor de Matsudaira Katamori en obres de ficció històrica.
- Els estris usats per Teruhime estan exposats al museu Byakkotai del castell Tsuruga.